# Colocleora prona
Colocleora prona là một loài bướm đêm trong họ Geometridae.